# I bon bon magici di Lilly
Melmo - I bon bon magici di Lilly (ふしぎなメルモ?, Fushigi na Merumo) è un manga di Osamu Tezuka pubblicato da settembre 1970 ad aprile 1972 da Shogakukan sulla rivista Shogaku-Ichinensei. Inizialmente il manga era intitolato Mamaa-chan, tuttavia, nel momento in cui l'anime debuttò in televisione, il nome della protagonista fu cambiato in "Melmo" (come contrazione di "Metamorfosi") per questioni di copyright.
Il manga è stato adattato in una serie televisiva anime di 26 episodi nel 1971 dalla Tezuka Productions. Benché la maggior parte degli episodi ruotassero intorno alle avventure della giovane protagonista, Tezuka aveva pensato alla serie anche come una sorta di strumento d'introduzione per un'educazione sessuale dei bambini, inoltre vi viene accennata anche l'evoluzione darwinistica.
La serie fu trasmessa soltanto in Giappone e in Italia (su Rete 4 a partire dal 1982).
Una versione rinnovata dell'anime, con lievi ritocchi sulle animazioni ed un nuovo cast di doppiaggio, è stata trasmessa da WOWOW nel 1998 e in seguito da Tokyo MX TV nel 2006.

## Trama

Lilly rispettivamente all'età di diciannove e nove anni

Dopo aver perso la madre in un incidente d'auto, la piccola Lilly si vede costretta a prendersi cura da sola dei suoi due fratellini Tito e Touch, un compito molto difficile per i suoi nove anni. Mentre sale in cielo, la madre esprime un desiderio: che i suoi figli possano crescere più velocemente del solito, dal momento che la loro vita come bambini risulterà essere molto difficile senza genitori.
Per aiutare Lilly nel difficile compito, sua madre torna da lei come spirito per regalarle un vaso pieno di caramelle magiche (consegnatole da Dio in persona), capaci di farla diventare più grande di dieci anni (le caramelle di colore blu), o di farla ringiovanire di altrettanti anni (le caramelle rosse). Combinando i due tipi di caramelle, infine, la bimba può persino tornare a essere un feto ed eventualmente rinascere anche nel corpo di un animale, lasciando solo minime tracce della sua forma originaria nella forma del viso. Il tipo di animale in cui può trasformarsi viene determinato dall'ambiente e dalle circostanze (le trasformazioni in animale hanno lo scopo di spiegare l'evoluzione della specie, il senso infatti a seconda della combinazione e quantità di caramelle è in un verso la regressione e nell'altro l'evoluzione). In particolare, crescendo riesce a spacciarsi per la madre sopravvissuta, così da poter allevare i fratellini, altrimenti Lilly, Toto e Touch rimarrebbero a vivere con una zia dispotica.
Quando improvvisamente si ritrova a crescere da 9 a 19 anni, solitamente i suoi vestiti (camicetta blu con fiocco rosso e gonna giallo-arancio) si strappano, o diventano attillatissimi vestiti da bambina nel corpo di una giovane donna, lasciando così ben poco all'immaginazione (per tal motivo la serie è stata una delle prime a far uso regolare dell'oramai comune panchira o panty shot): mentre nel manga gli abiti cambiano in qualsiasi forma da lei desiderata (infermiera, insegnante, poliziotta etc).
Lilly utilizzerà i magici bon bon per risolvere i vari problemi che dovrà affrontare ogni giorno, ma in alcune vicende saranno essi stessi la causa dei problemi, come nell'occasione in cui suo fratello Toto si trasforma in una rana. Il tempo passa tra mille avventure finché di confetti ne rimangono solo due; la madre (in paradiso) è disperata credendo che, senza confetti, Lilly e i suoi fratelli siano perduti. Ma i saggi del cielo spiegano alla donna che Lilly e i suoi fratelli son riusciti a crescere molto bene anche senza l'aiuto dei genitori, affrontando problemi difficili, e che da quel momento in poi l'uso dei confetti non sarà più concesso, assicurandole che ce la faranno benissimo anche da soli. Frattanto, per fortuna di Lilly e dei fratelli, una coppia con tre figli adotta i tre bambini: uno dei figli, Jiro, anni dopo si innamora di Lilly, ricambiato, e la sposa.
La madre dà ascolto a queste parole, sembra convinta, ma chiede un'ultima "grazia": desidera parlare un'ultima volta con Lilly. In quel tempo Lilly era nella sua condizione adulta, già sposata e con una figlia; quest'ultima mangia il primo dei due ultimi confetti, ma al posto di trasformarsi in animale si trasforma invece nella madre stessa di Lilly. Può così spiegare alla figlia adulta che i saggi del cielo le hanno dato un ultimo minuto di vita per poter abbracciare la sua amata figliola. Il minuto passa e la madre mangia l'altro confetto ritrasformandosi nella figlia neonata di Lilly. Anche il narratore della storia le dà un ultimo addio.

## Personaggi
Melmo/Lilly

Lilly e la madre morta Hiromi

Una giovane ragazza di buon cuore che vien spesso divisa tra la sua età reale ed un suo sé più adulto. Da diciannovenne è molto bella e gli uomini spesso finiscono con l'innamorarsi di lei; negli ultimi episodi avrà un fidanzato, Jiro, che finisce per sposare. Durante l'ultima puntata dà alla luce una bambina, al cui interno risiede lo spirito della propria madre defunta.
Quand'è grande non è però più intelligente o esperta di quando ha nove anni, in quanto solo il suo corpo cambia forma, anche se l'aver temporaneamente diciannove anni le dona l'opportunità di capire meglio le questioni degli adulti più di quanto non sarebbe riuscita a fare a nove anni.
Totto
Maggiore dei fratellini di Lilly. Trascorre gran parte della serie in sembianza di rana, a causa delle due caramelle che ha mangiato: ma in forma animale è diventato troppo piccolo per poter mangiare il bon bon che l'avrebbe riportato alla condizione umana e non può inghiottire la pillola nemmeno disciolta in acqua. Alla fine dopo varie peripezie Lilly riuscirà a trasformarlo nuovamente in essere umano.
Touch
Fratellino minore di Lilly. Il suo ruolo è eminentemente quello di dare un'idea su ciò che è necessario fare per l'educazione e la cura di un bambino.
Hiromi
Amorevole madre di Lilly, Toto e Touch. Muore all'inizio dell'anime e, supplicando i saggi del paradiso, ottiene da loro, grazie anche a una coincidenza favorevole, che le fate producano dei bonbon che permettano a Lily di crescere e fingersi Hiromi, così da vivere con i fratelli. Nell'ultima puntata, si incarna temporaneamente nello spirito della figlia di Lilly, per salutare Lilly un'ultima volta.
Professor W
Scappato dal suo paese in quanto oppositore del governo autoritario lì installatosi, è stato pure imprigionato e torturato. Egli agisce come una sorta di consulente e custode occasionale per Lilly e i suoi fratelli; spiega inoltre alla bambina anche tutte le questioni riguardanti la sessualità e riproduzione umana ogni qualvolta che lei solleva delle domande sull'argomento. Anche se si offre di adottare Lilly, lei invece accetta l'invito della famiglia di Jiro di andare a vivere nella loro casa.
Jiro
Uno dei tre fratelli (gli altri sono Ichiro e Saburo) che si innamora della Lilly diciannovenne, ed è quello che alla fine la spunta riuscendo a farne la sua sposa. Appare solo negli ultimi episodi.

## Episodi
| Nº | Titolo italiano Giapponese 「Kanji」 - Rōmaji                                             | In onda          | In onda |
| Nº | Titolo italiano Giapponese 「Kanji」 - Rōmaji                                             | Giapponese       |         |
| 1  | I confetti magici 「ミラクルキャンデーをどうぞ!!」 - Mirakuru kyande wodōzo!!             | 3 ottobre 1971   |         |
| 2  | Arrivano i ragazzi 「ブラ子 どこへゆく」 - Bura ko dokoheyuku                             | 10 ottobre 1971  |         |
| 3  | Lilly e l'elefantina triste 「男の子をやっつけろ」 - Otokonoko woyattsukero               | 17 ottobre 1971  |         |
| 4  | Lilly incontra il dottore 「チッチャイナ国のとりこ」 - Chicchaina kuni notoriko           | 24 ottobre 1971  |         |
| 5  | L'isola dell'amore 「もえる無人島」 - Moeru mujintō                                       | 31 ottobre 1971  |         |
| 6  | Lilly e Biancaneve 「白雪姫をいじめよう」 - Shirayukihime woijimeyō                       | 7 novembre 1971  |         |
| 7  | Lilly e i dinosauri 「トカゲ館の一夜」 - Tokage kan no ichiya                             | 14 novembre 1971 |         |
| 8  | Torna indietro mamma 「ママがかえって来た！」 - Mama gakaette kita!                       | 21 novembre 1971 |         |
| 9  | La storia di Billi 「ビリケン まかり通る」 - Biriken makari tōru                          | 28 novembre 1971 |         |
| 10 | La storia della rana con l'ombelico 「ヘソガエルのひみつ」 - Hesogaeru nohimitsu          | 5 dicembre 1971  |         |
| 11 | Come un parco si trasforma in giungla 「あの子をにがすな！」 - Ano ko wonigasuna!         | 12 dicembre 1971 |         |
| 12 | Lilly incontra il dottor Boone 「ひん死の白鳥さん」 - Hin shino hakuchō san               | 19 dicembre 1971 |         |
| 13 | Una battaglia importante 「クリスマス・メルモ」 - Kurisumasu Merumo                       | 26 dicembre 1971 |         |
| 14 | Lilly e il Natale 「身がわりにされちゃった！」 - Mi gawarini sarechatta!                  | 2 gennaio 1972   |         |
| 15 | Ladri di portafogli 「メルモと魔術師」 - Merumo to majutsushi                             | 9 gennaio 1972   |         |
| 16 | Lilly e la magia 「ぼくは人間だ!!」 - Bokuha ningen da!!                                  | 16 gennaio 1972  |         |
| 17 | Io sono una persona 「ひとりぼっちのジャングル」 - Hitoribocchi no janguru                | 23 gennaio 1972  |         |
| 18 | Lilly e i ladri 「3650日の恐怖」 - 3650 nichi no kyōfu                                    | 30 gennaio 1972  |         |
| 19 | Tora un gatto randagio 「メルモの初恋」 - Merumo no hatsukoi                              | 6 febbraio 1972  |         |
| 20 | I tre fratelli innamorati 「すて猫トラちゃん」 - Sute neko tora chan                      | 13 febbraio 1972 |         |
| 21 | Toto si ribella 「姉チャンなんか大嫌い！」 - Ane chan nanka daikirai!                     | 20 febbraio 1972 |         |
| 22 | Una proposta di matrimonio 「わたし求婚されちゃったァ!!」 - Watashi kyūkon sarechatta a!! | 27 febbraio 1972 |         |
| 23 | L'albero della libertà 「光りと闇と愛」 - Hikari to yami to ai                            | 5 marzo 1972     |         |
| 24 | Lilly e il suo primo amore 「恋人がいっぱい」 - Koibito gaippai                           | 12 marzo 1972    |         |
| 25 | Un bambino o una bambina? 「豪傑赤チャンに泣く」 - Gōketsu aka chan ni naku               | 19 marzo 1972    |         |
| 26 | Ciao Lilly 「さようならメルモ」 - Sayōnara Merumo                                         | 26 marzo 1972    |         |

## Sigle
Sigla di apertura
- Fushigi na Melmo cantata da Idehara Chikako e Young Fresh

Sigla di chiusura
- Shiawase wo Hakobu Melmo cantata da Sakurai Taeko

Sigla italiana
- I bonbon di Lilly cantata da Il Piccolo Coro di Lilly